# Ayumu Nakajima
Ayumu Nakajima (中島 歩 Nakajima Ayumu?,  Prefectura de Miyagi, Japón, 7 de octubre de 1988) es un actor japonés, afiliado a Ten Carat.

## Biografía
Nakajima nació el 7 de octubre de 1988 en la prefectura de Miyagi, Japón, pero fue criado en Tokio. Su tatarabuelo fue el novelista y naturalista Doppo Kunikida. Asistió a la Koishikawa Secondary Education School, y se graduó de la Nihon University College of Art con una licenciatura en literatura. Jugó fútbol durante la preparatoria y en la universidad formó parte de un grupo de estudio de rakugo.
Nakajima comenzó a modelar mientras aún estudiaba en la universidad, pero su verdadera aspiración era ser actor. Durante sus años como modelo fue reprensentado por la agencia Gig Management. Dejó de modelar en enero de 2012 y audicionó mientras trabajaba a tiempo parcial. Debutó como actor en el escenario en abril de 2013. En 2015, interpretó a Jun'ichi Amamiya en una adaptación teatral de Black Lizard, en la que actuó junto a Akihiro Miwa.
En 2014, Nakajima obtuvo su primer papel regular en la serie Hanako to Anne, donde interpretó a Ryūichi Miyamoto. En la séptima edición de los Tama Film Awards, recibió el premio en la categoría de "Mejor actor nuevo" por su participación en la película Good Stripes, la cual fue estrenada en mayo de 2015.

## Filmografía

### Televisión
- Nō Kon · Kiddo ~ Bokura no Gēmu Shi ~ (2013, TV Tokyo)
- Hanako to Anne (2014, NHK) como Ryūichi Miyamoto
- Subete ga F ni Naru (2014, Fuji TV)
- Watashi no ao o ni (2015, NHK BS) como Hirota Morioka
- Kono misuteri ga sugoi! Besutosera sakka kara no chōsen-jō (2015, TBS) como Joven
- Henkan Kōshō Hito: Itsuka, Okinawa o torimodosu (2017, NHK BS) como Kuramochi
- Nobose monya ken (2017, NHK) como Seishirō Kuno
- Wagaya no Mondai (2018, NHK BS) como Tatsuya Kawakami

### Películas
- Zentai (2013)
- Mame Daifuku Monogatari (2013)
- Good Stripes (2015) como Masao Minamizawa
- Renai Kitanshū (2017)
- It Girls: Anytime Smokin' Cigarette (2017), estrenada en el Festival Internacional de Cine de Tokio
- Lovely Dynamite Scandal (2018) como Nakazaki
- Mori no iru basho (2018)
- Henkan Kōshō Hito: Itsuka, Okinawa o torimodosu (2018) como Kuramochi